# 윌리엄 할스테드

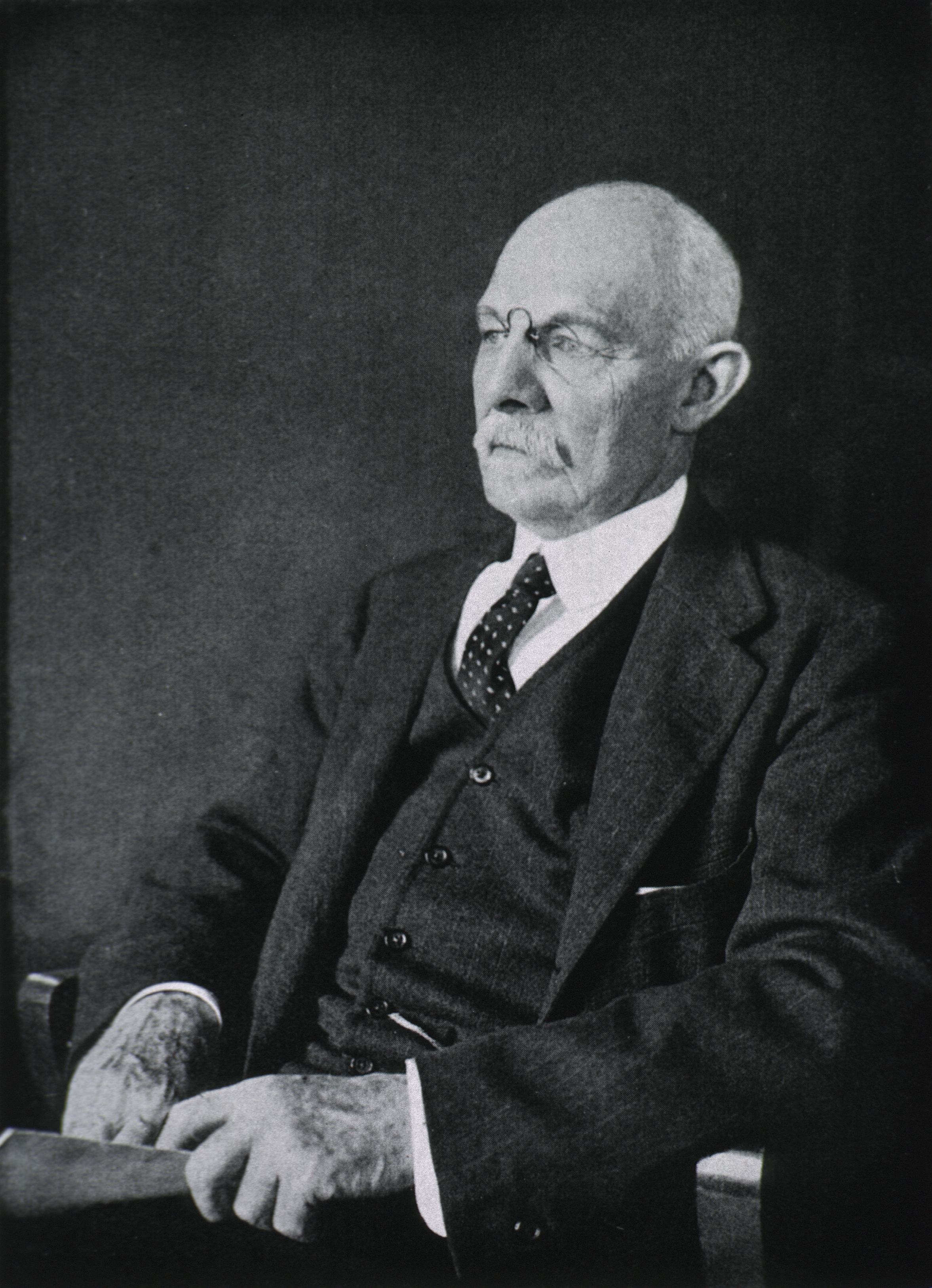

윌리엄 할스테드(William Stewart Halsted, MD, 1852년 9월 23일 ~ 1922년 9월 7일)는 외과 수술중 엄격한 무균 기술을 강조하고 당시 새로 발견된 마취제의 초기 선구자이었으며 유방에 대한 근치 유방 절제술을 포함한 당시로서는 진보적인 몇 가지 새로운 수술을 도입한 것으로 유명한 미국 외과 의사이다. 윌리엄 오슬러(William Osler, 내과 교수), 하워드 켈리(Howard Atwood Kelly ,산부인과 교수), 윌리엄 웰치(William H. Welch,병리학 교수)와 함께 할스테드(Halsted)는 존스 홉킨스 병원(Johns Hopkins Hospital)의 '빅포'(Big Four)창립 교수중 한 명이었다.
존스 홉킨스 병원의 그의 수술실은 Ward G에 있으며, 의학 발견과 기적이 일어난 작은 방으로 묘사되었다. 한때 할스테드(Halsted)의 수술실에서 일했던 인턴에 따르면 할스테드(Halsted)는 환자에게 큰 자신감을 가지고 수술을 하는 독특한 기술을 가지고 있었고 종종 인턴들을 놀라게하는 완벽한 결과를 보였다. 그는 나중에 현대 외과의 아버지로 불렸다.

## 같이 보기
- 더 닉